# Tōfuku-ji
Tōfuku-ji (jap. 東福寺) – kompleks klasztorny szkoły zen rinzai w południowej części Kioto. Jeden z wiodących klasztorów systemu gozan.

## Historia klasztoru
Fundatorem klasztoru był kanclerz cesarski Michiie Kujō, znany także jako Michiie Fujiwara (1193–1252). Budowę rozpoczęto w roku 1236, a na funkcję opata założyciela kanclerz wybrał mistrza zen Enniego Ben’ena. Nazwa powstała ze złożenia członów z nazw dwu klasztorów w Narze – Tōdai-ji and Kōfuku-ji. Formalnie ceremonię konsekracji klasztoru przeprowadził Enni już po śmierci fundatora, bo w roku 1255.
Po Ennim, który zmarł w tym klasztorze w 1280 roku, kilkoma następnymi opatami byli jego uczniowie. Drugim opatem został Tōzan Tanshō (1231–1291), trzecim – Mukan Fumon (znany także jako Mukan Gengo) (1212–1291), czwartym – Hakuun Egyō (1228–1297), piątym – Sansō E’un (1231–1301), szóstym – Zōsan Junkū (1233–1308), dziewiątym – Chigotsu Daie (1229–1312) a dziesiątym – Jikyō Chikan (1245–1322). Inni XIV-wieczni opaci to m.in. Mugan Sōō (zm. 1374) i Giyō Hōshū (1361–1424). Giyō wprowadził sioguna Yoshimochi Ashikagę do społeczności zen.
W wieku 12 lat rozpoczął w tym klasztorze praktykę zen Jakushitsu Genkō (1290–1367).
W 1319 roku pożar zniszczył większą część klasztoru. Mnisi z Kenchō-ji z Kamakury i z którymi mnisi z Tōfuku-ji byli w bardzo przyjacielskich stosunkach, dostarczyli natychmiast planów, według których Kenchō-ji został zbudowany. Z ich pomocą Tōfuku-ji został szybko odbudowany i powrócił do dawnej świetności. Następne pożary wybuchły w latach 1334 i 1336.
Tōfuku-ji stał się jednym z czołowych klasztorów systemu gozan. Na liście pięciu klasztorów pochodzącej z końcowego okresu panowania cesarza Go-Daigo (1318–1339) klasztor znalazł się na drugim miejscu po Nanzen-ji, a przed Kennin-ji i dwoma klasztorami z Kamakury: Kenchō-ji i Engaku-ji. Na ostatniej liście zaaranżowanej podczas panowania sioguna Yoshimitsu Ashikagi (1358–1408) i obejmującej po pięć klasztorów z Kioto i Kamakury, znalazł się na czwartym miejscu po Tenryū-ji, Shōkoku-ji i Kennin-ji, a przed Manju-ji.
W czasie wojny Ōnin (1467-1477) wiele klasztorów Kioto zostało spalonych, wśród nich także i Tōfuku. Został stosunkowo szybko odbudowany. Mimo pożarów w klasztorze przetrwało kilka budynków z początkowego okresu jego istnienia. Brama pochodzi na pewno z okresu Muromachi i tradycyjnie datuje się ją na okres 1235–1238. Wiadomo, że zawaliła się w 1585 roku, ale została szybko odbudowana przez Hideyoshiego. Również z tego samego okresu pochodzą latryna i łaźnia. Budynek medytacji powstał w latach 1249–1256, a biblioteka – 1375–1381. Za panowania Tokugawów budynki zostały poddane renowacji. Główny budynek został zrekonstruowany w 1934 roku.
W 1655 roku klasztor został odwiedzony przez chińskiego mistrza chan Yinyuana Longqi (1592–1673), założyciela szkoły ōbaku.
W latach 1980–2009 opatem klasztoru był Keido Fukushima (1932–2011).
Jesienią do klasztoru przybywają tłumy pragnące zobaczyć spektakularnie barwne klony (momiji) ze stumetrowej długości mostu Tsūten-kyō.

## Plan architektoniczny
Plan architektoniczny klasztoru był wzorowany na konstrukcjach chińskich klasztorów Tiantongshan. Odbiegał jednak w kilku detalach od oryginału. Klasztor zaprojektowany był wzdłuż osi północ-południe. Wejście wiedzie poprzez sanmon (Bramę Trzech Wyzwoleń), która symbolizuje oczyszczenie z pożądań i myślenia pojęciowego, i wkroczenie w krainę „pustki”. Stamtąd droga prowadzi do leżącego na osi budynku Buddy (jap. butsuden). Ponieważ wszelkie rytuały związane z Buddą musiało poprzedzać oczyszczenie, na lewo i prawo od osi, za bramą, a przed budynkiem Buddy znajdowały się latryna (jap. tōsu) i łaźnia (jap. yokushitsu). Na lewo i na prawo od osi klasztoru, za budynkiem Buddy znajdowały się budynek mnichów (jap. sōdō) i kuchnia (jap. kuri). Budynek mnichów służył do medytacji. Następnym (trzecim) budynkiem leżącym na osi był budynek Dharmy (jap. hattō), w którym oświecony mnich wygłaszał wykłady poświęcone sutrom. Było to centrum całego kompleksu.
W Tōfuku-ji rozkład budynków związany jest z ludzką anatomią.
W przeszłości kompleks klasztorny liczył 53 świątynie, obecnie jest ich 24.

## Adres klasztoru
- 15-778 Honmachi Higashiyama-ku, Kyōto-shi, Kyōto-ken

## Galeria

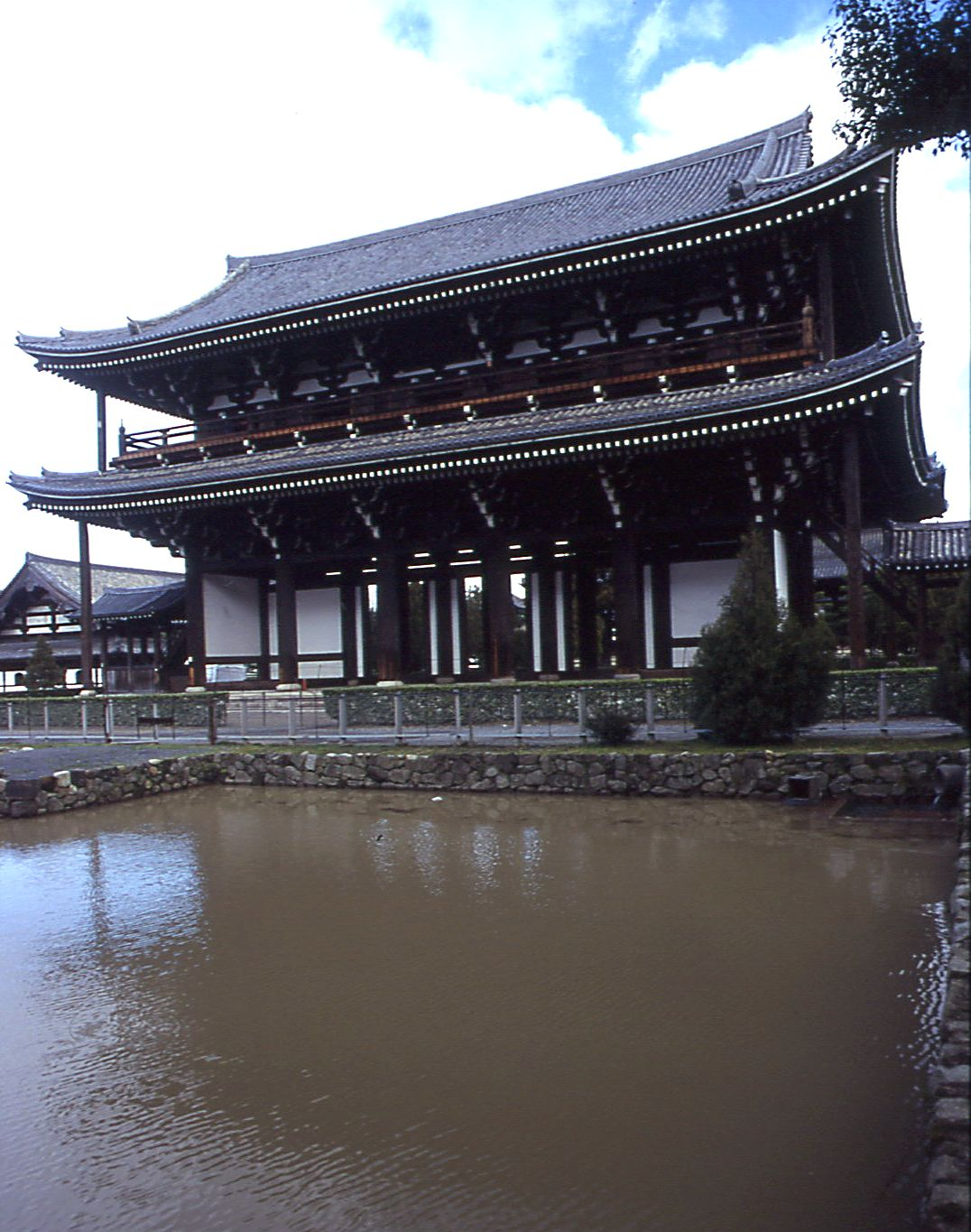
Sanmon (Brama Trzech Wyzwoleń)
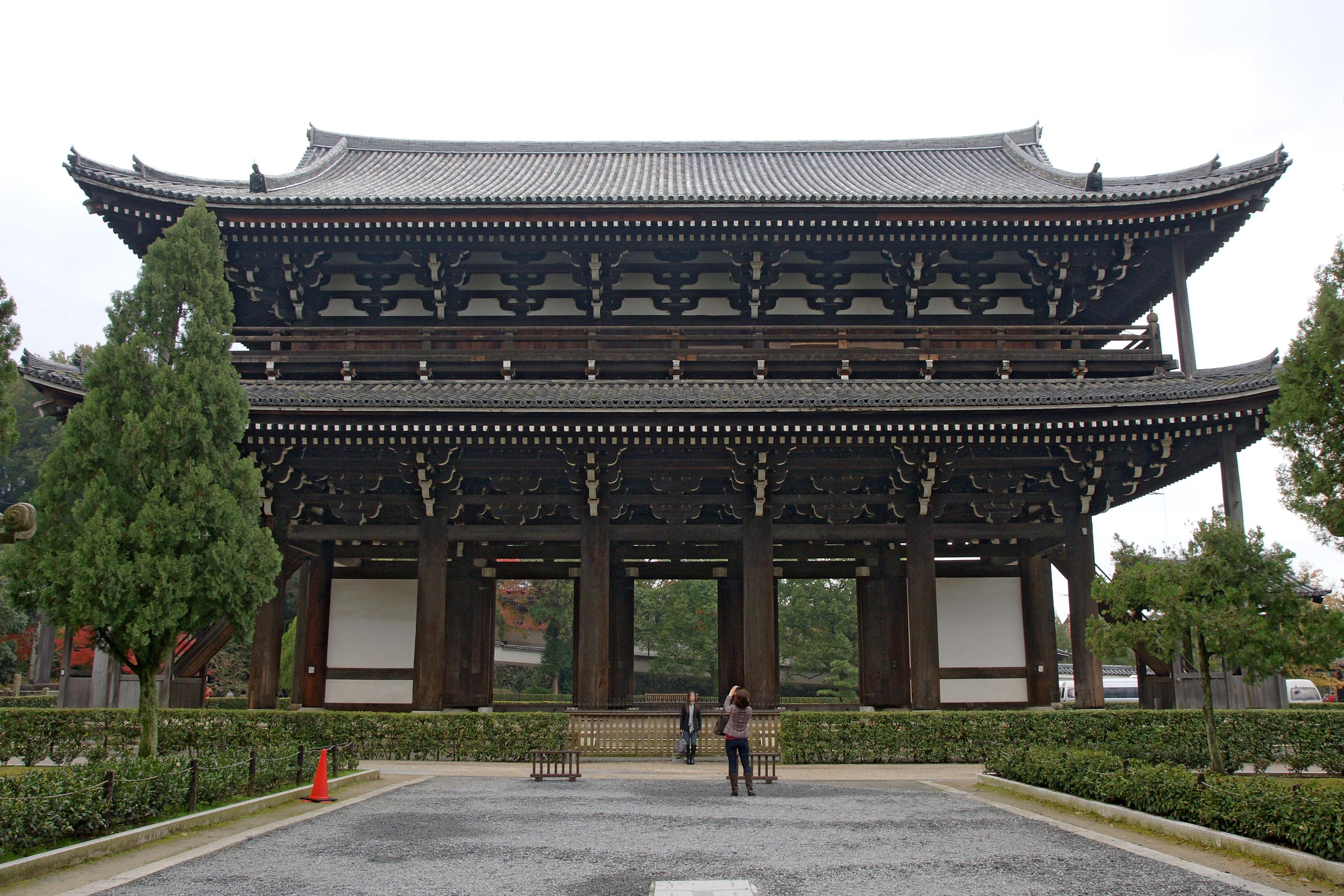
Sanmon
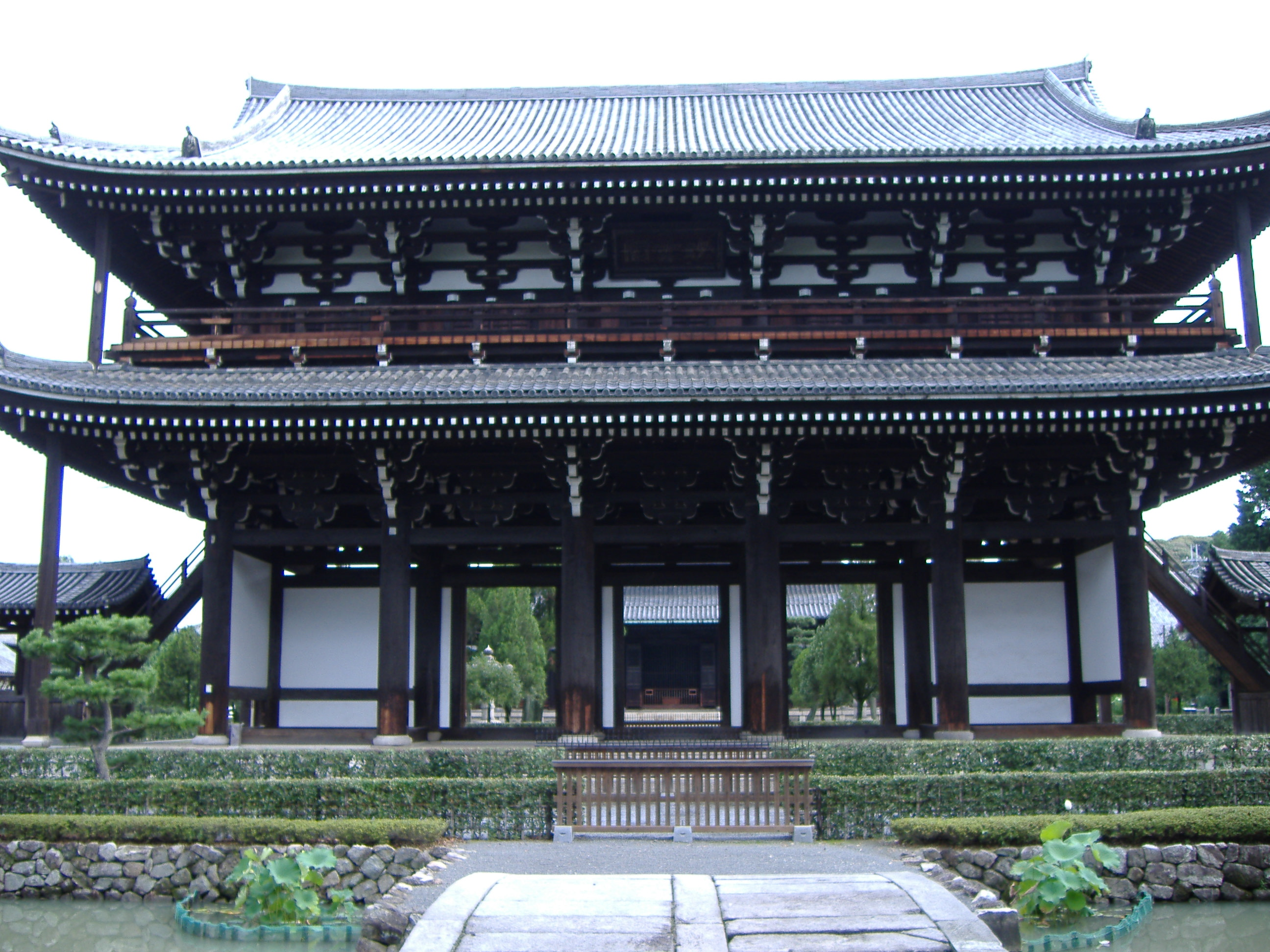
Sanmon
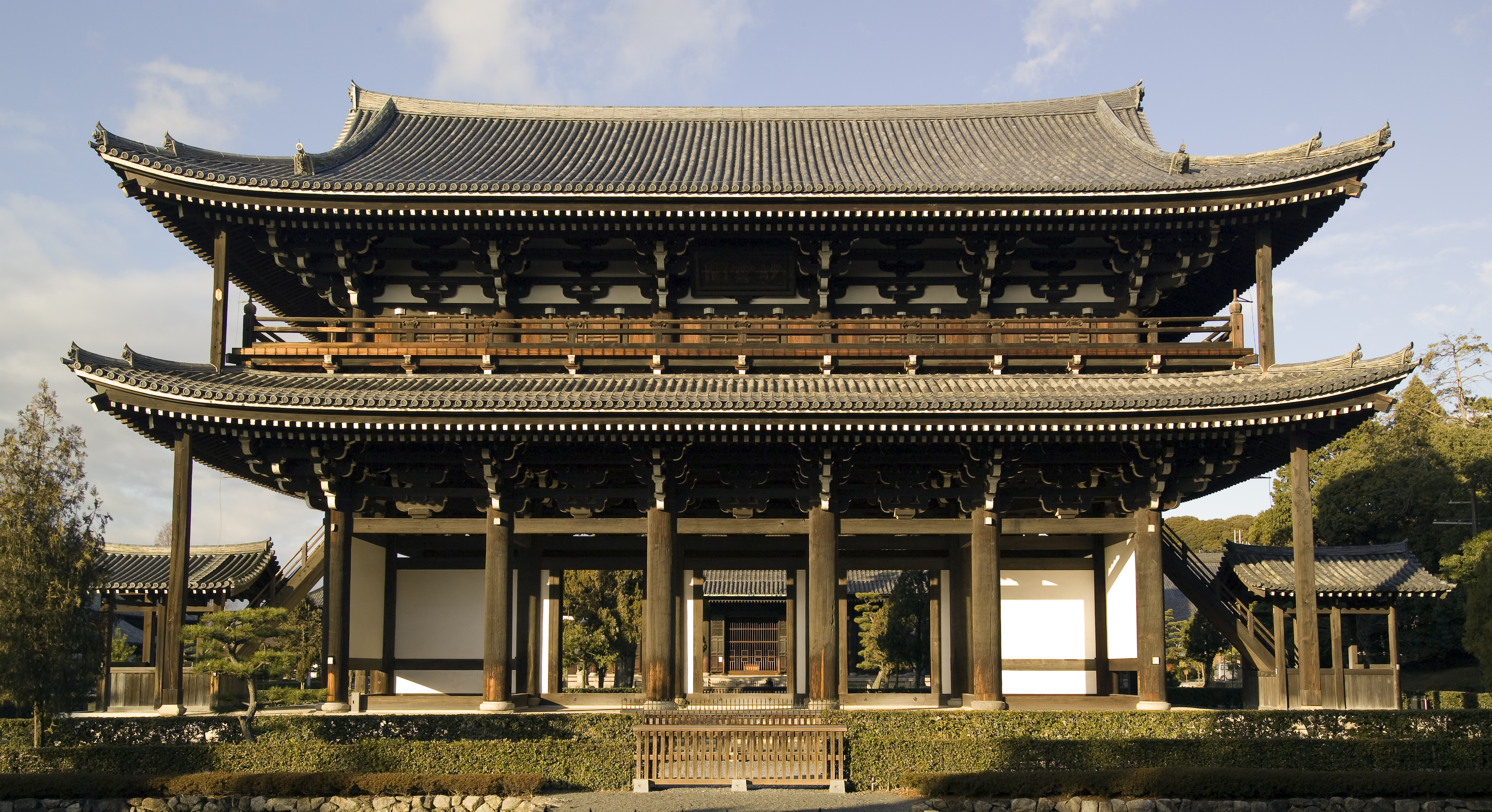
Sanmon
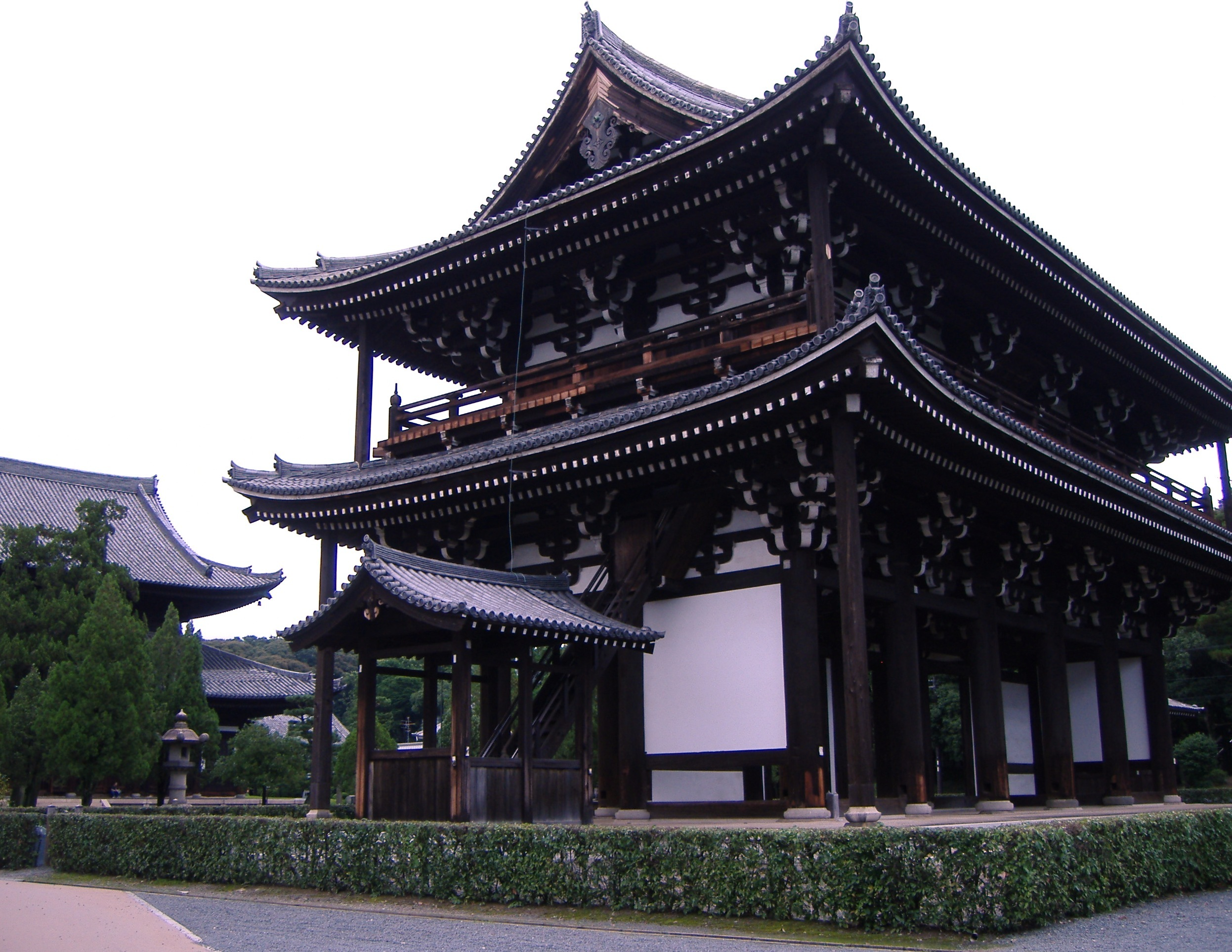
Sanmon (widok z boku)
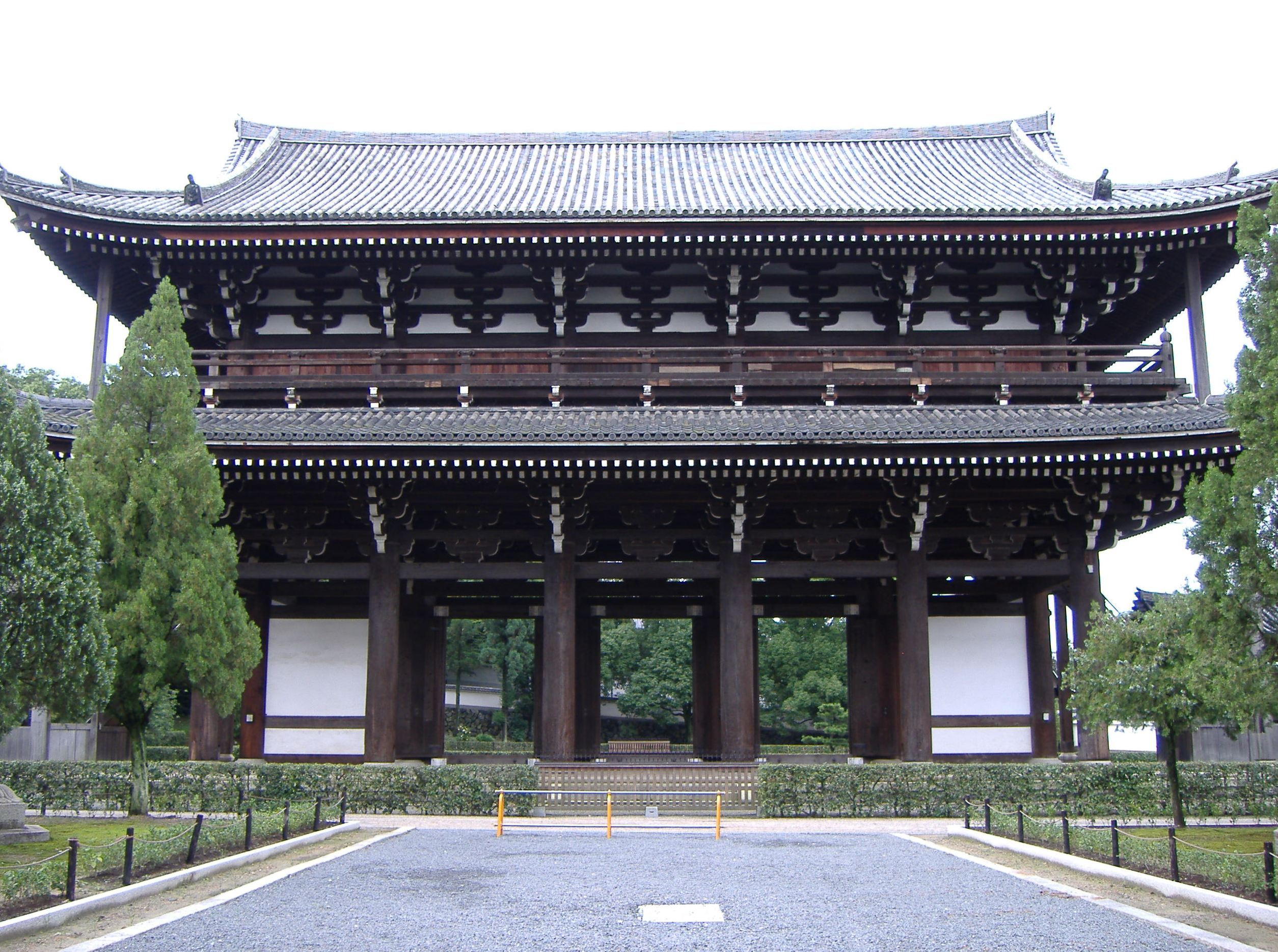
Sanmon
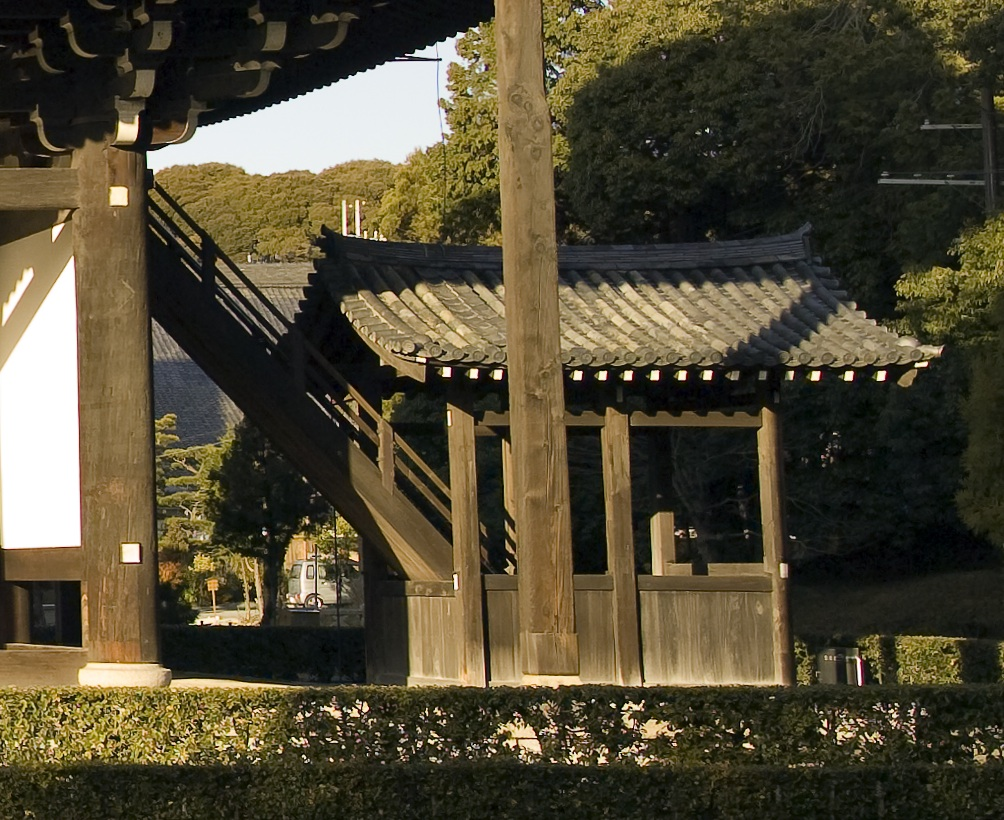
Sanrō (jeden z dwóch aneksów Sanmon ze schodami na piętro bramy)
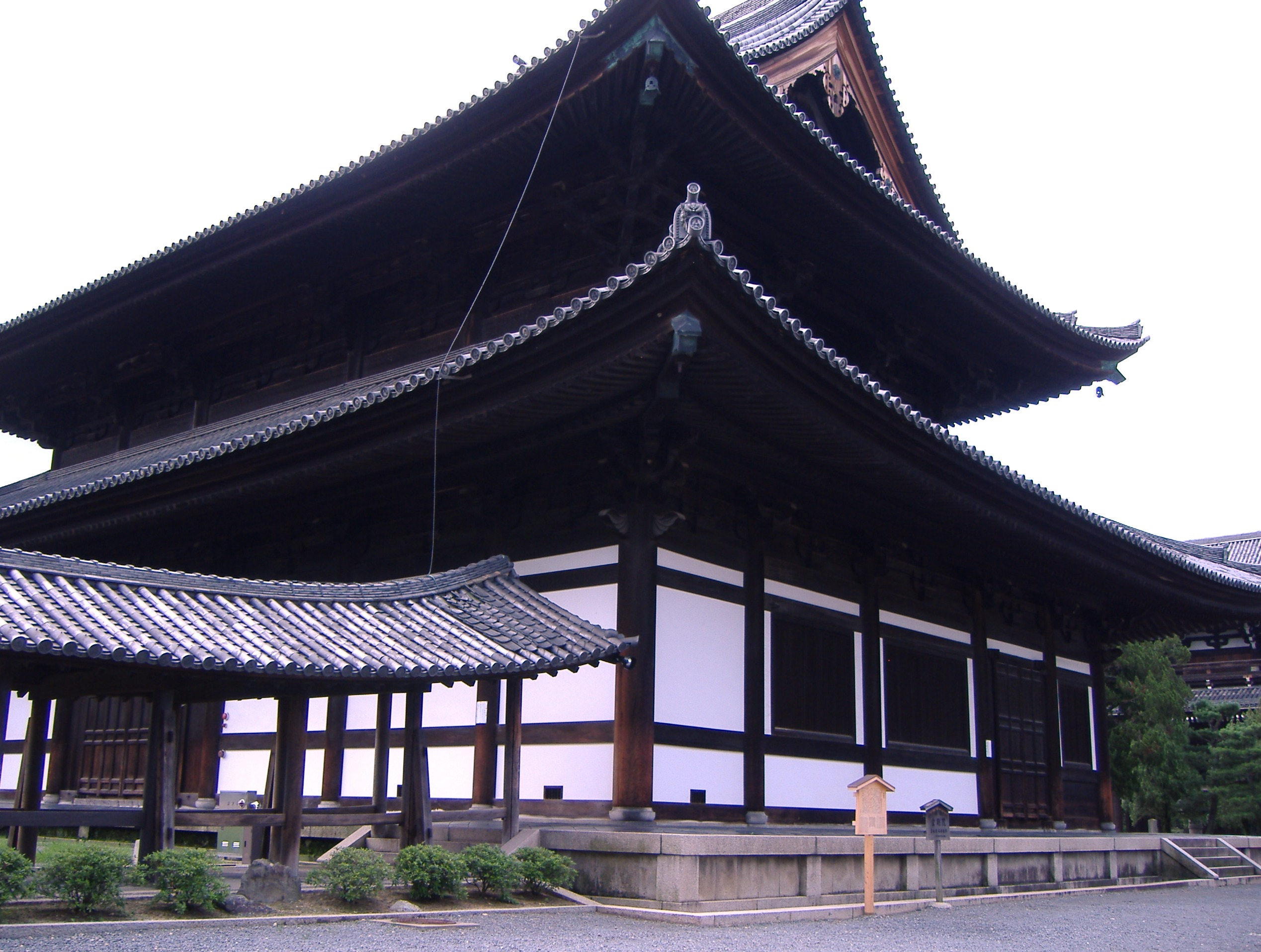
Hondō(główny pawilon)
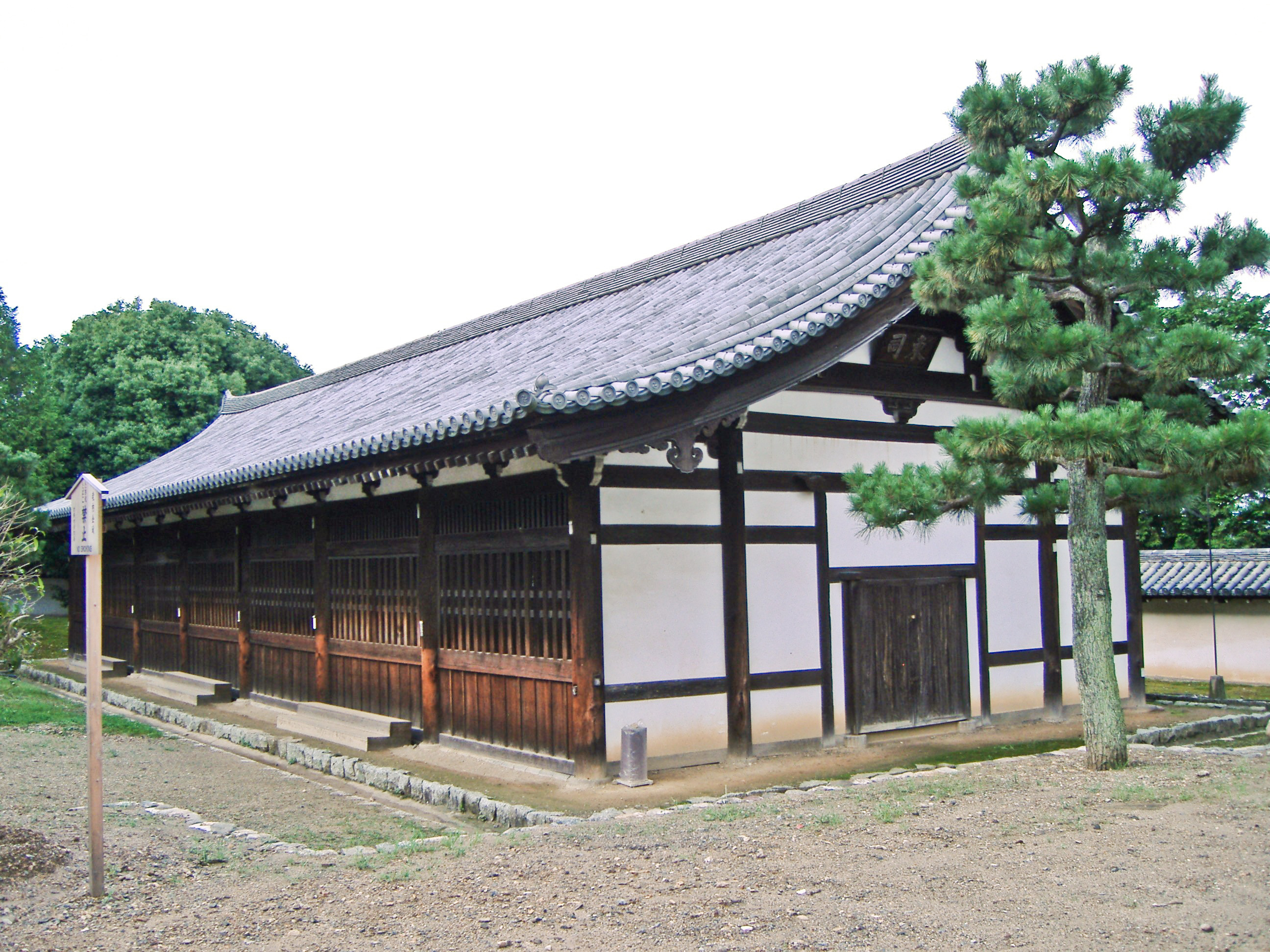
Tōsu
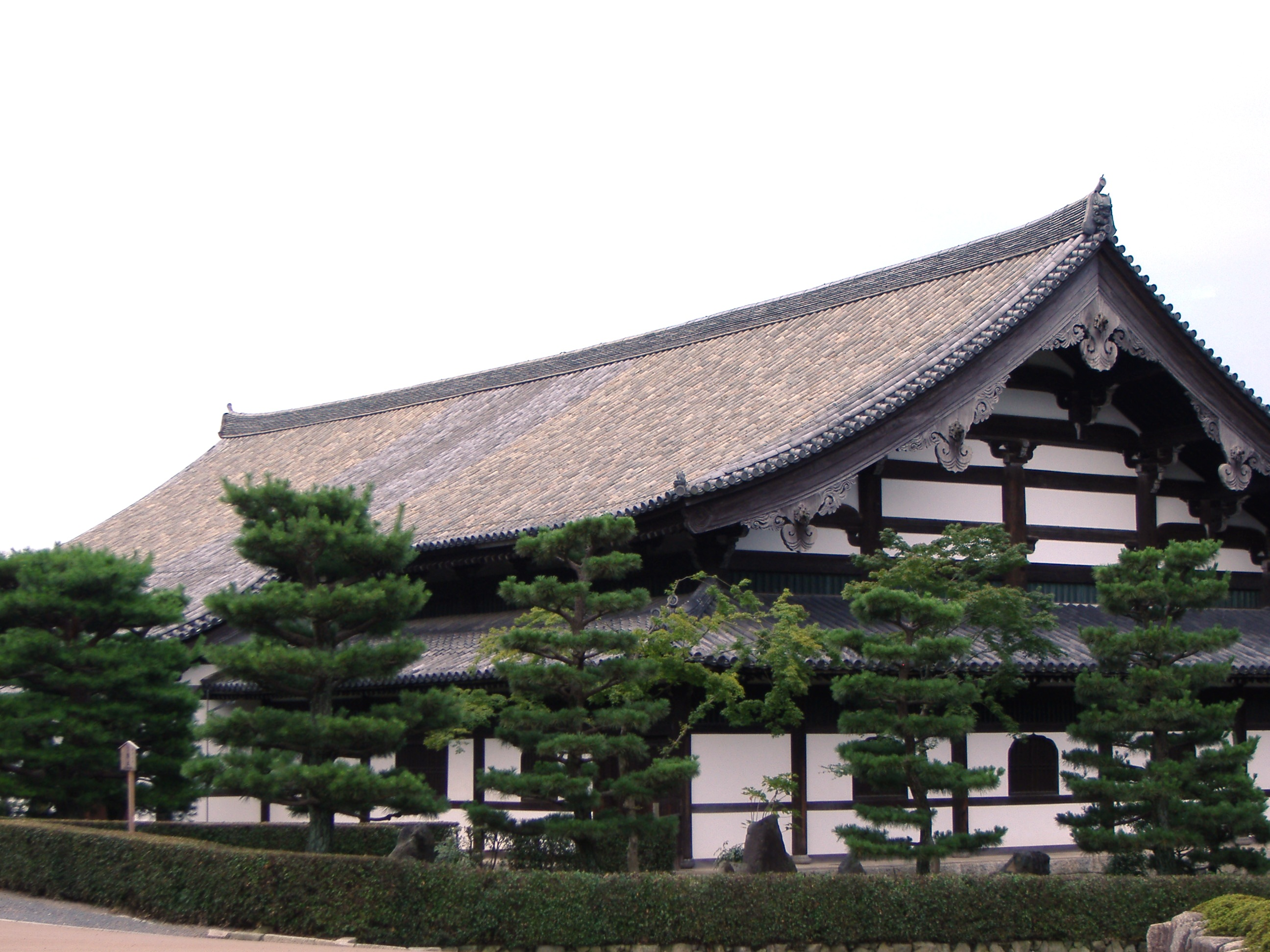
Zendō
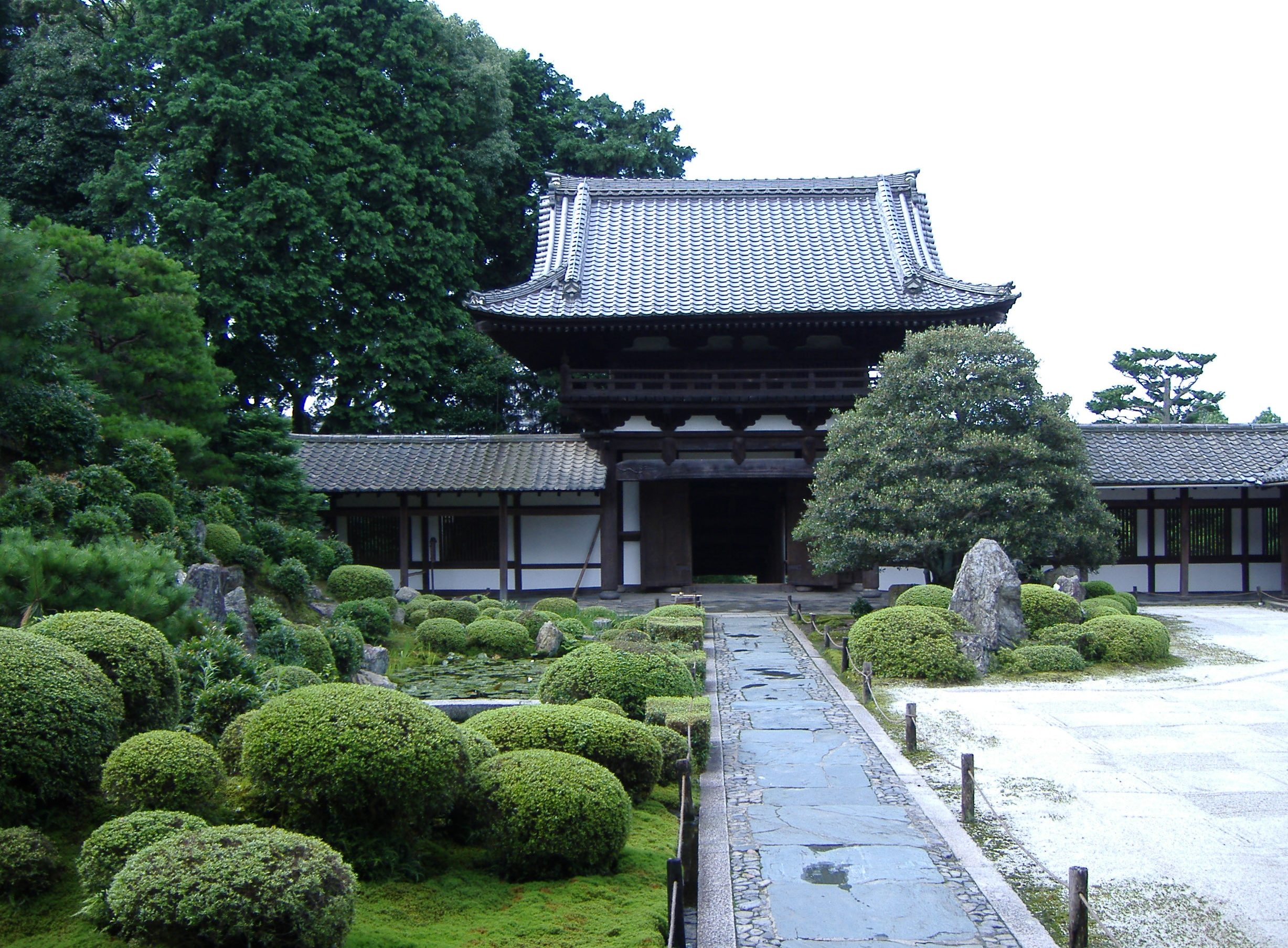
Kaizandō
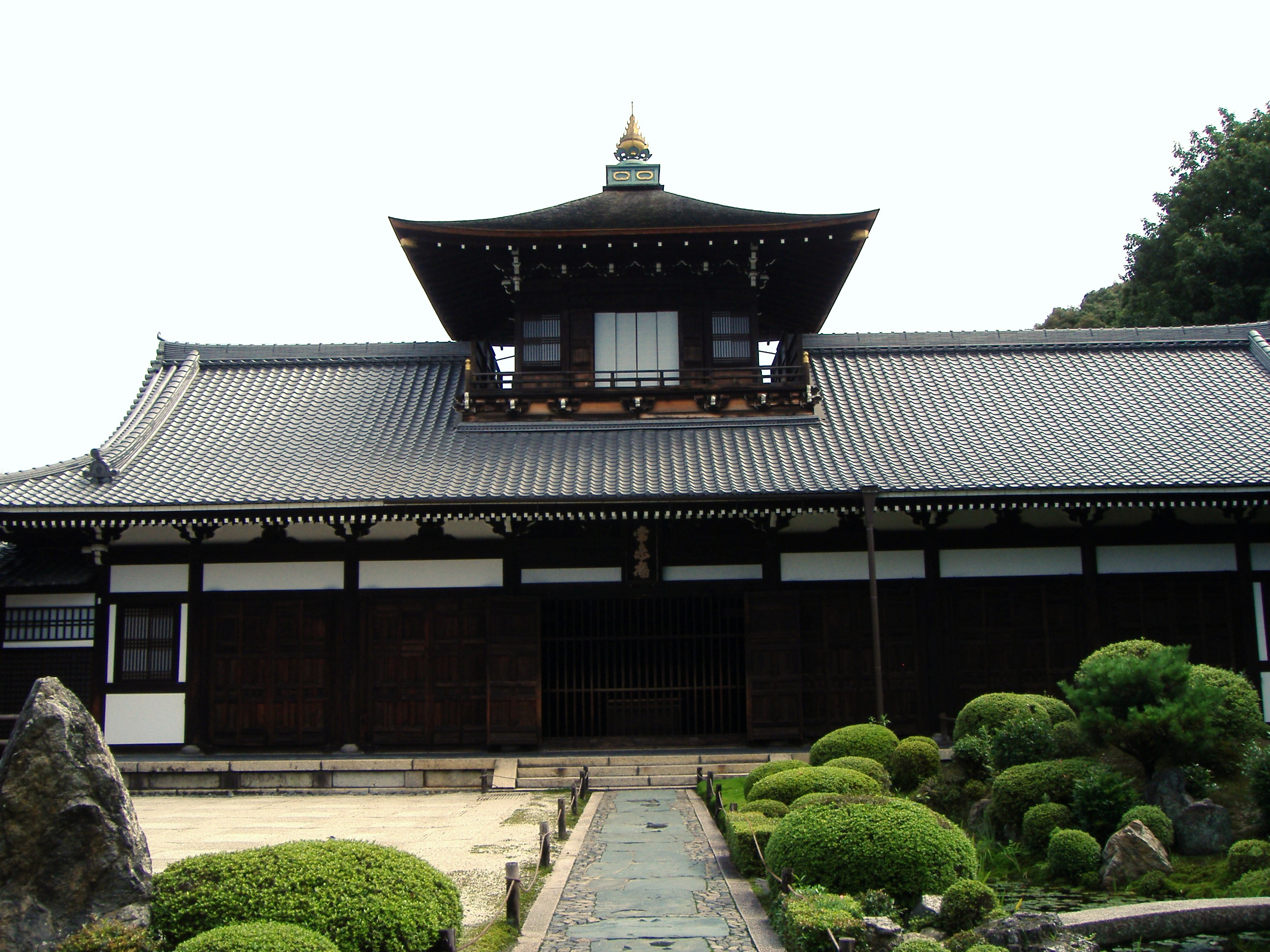
Kaizandō
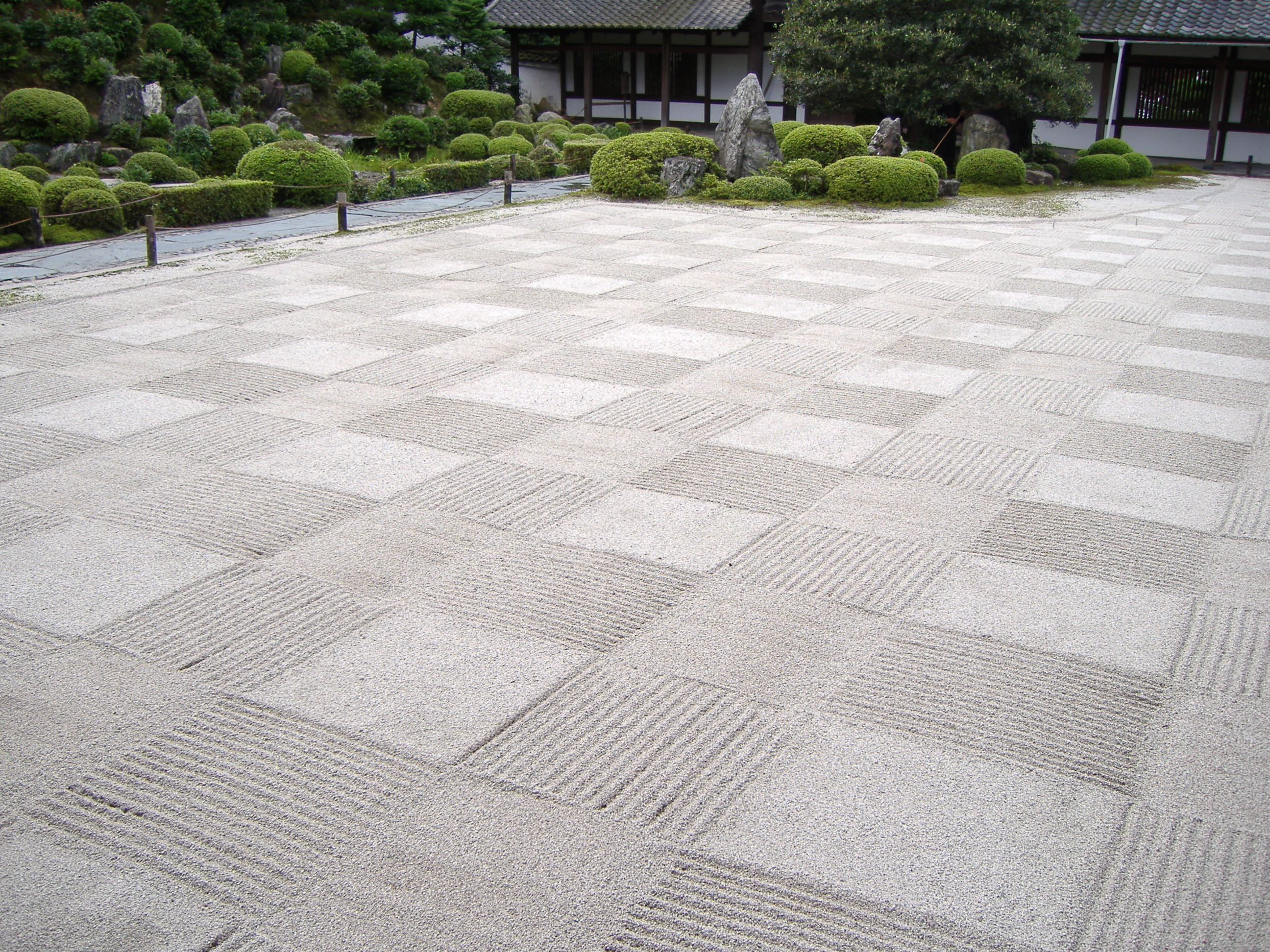
Kaizandō
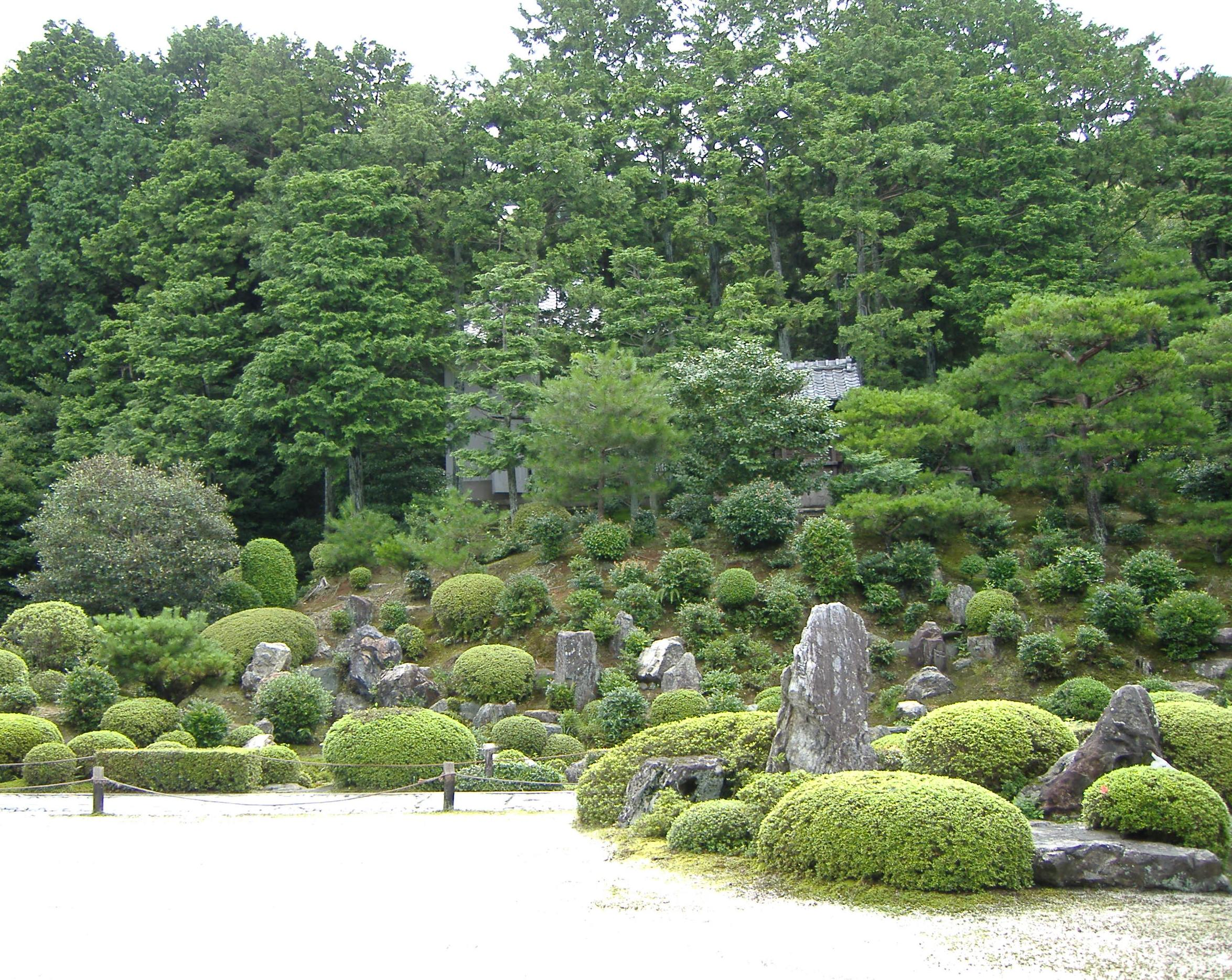
Kaizandō
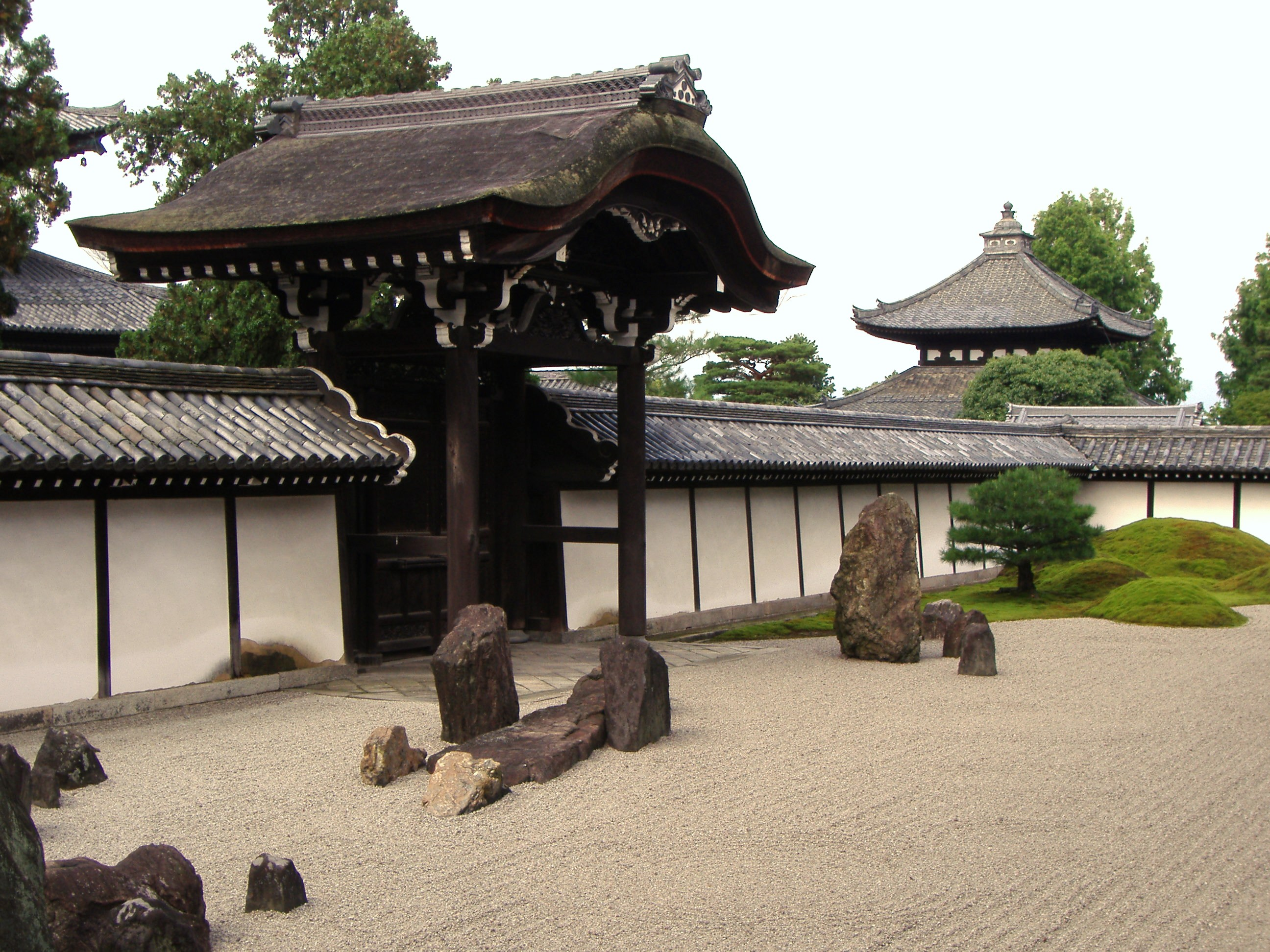
Hōjō (była siedziba opatów)
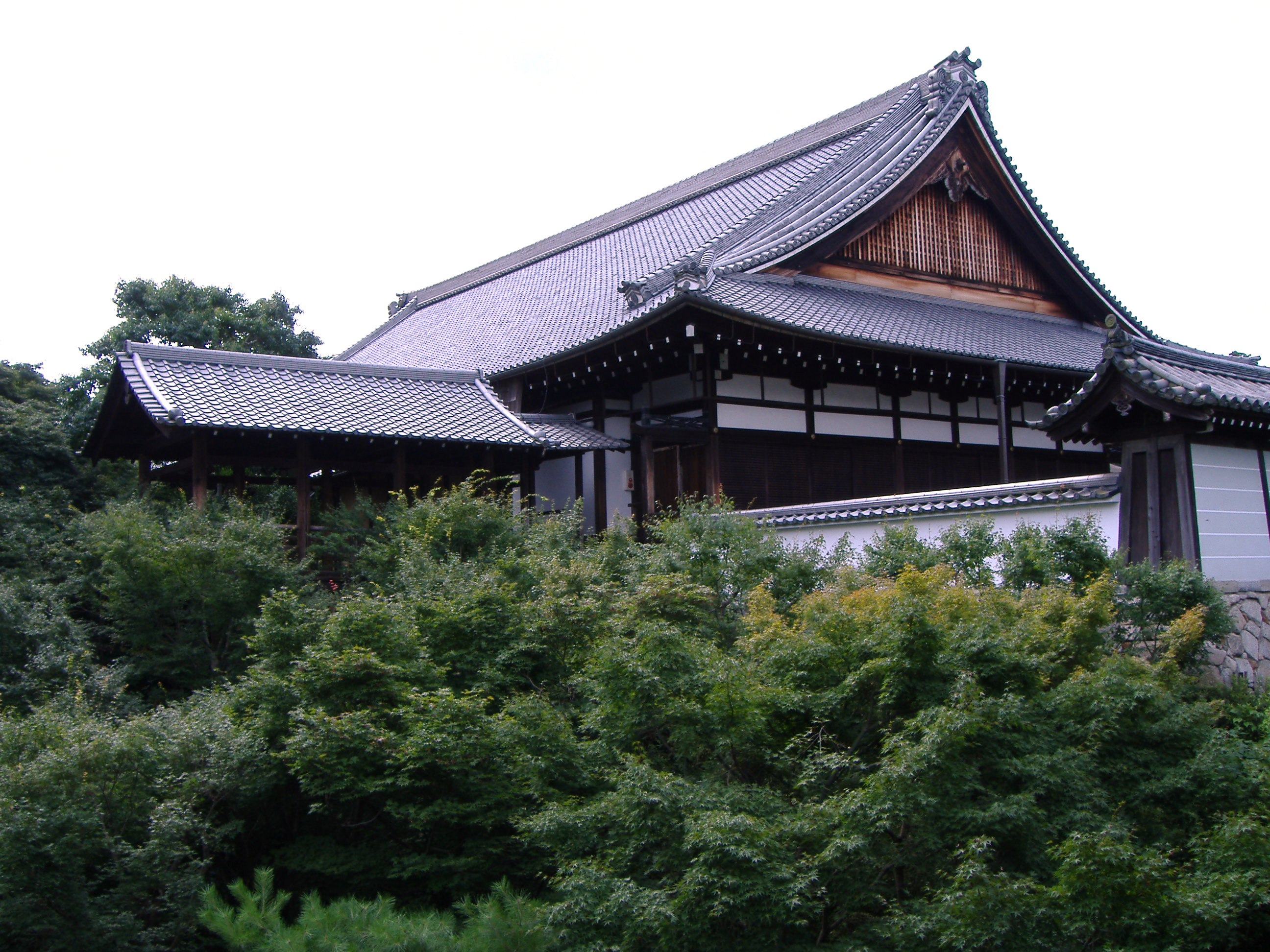
Hōjō
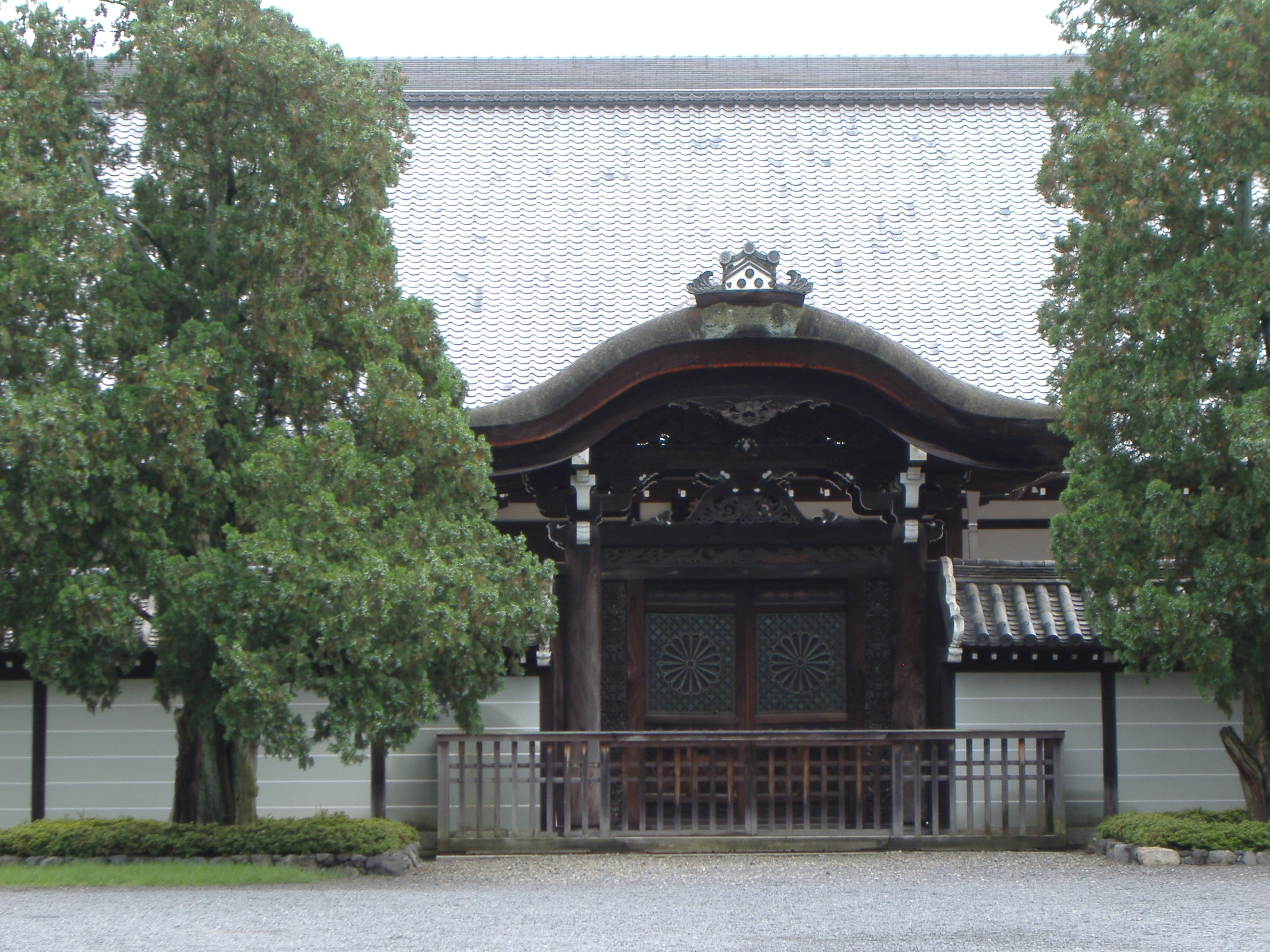
Hōjō
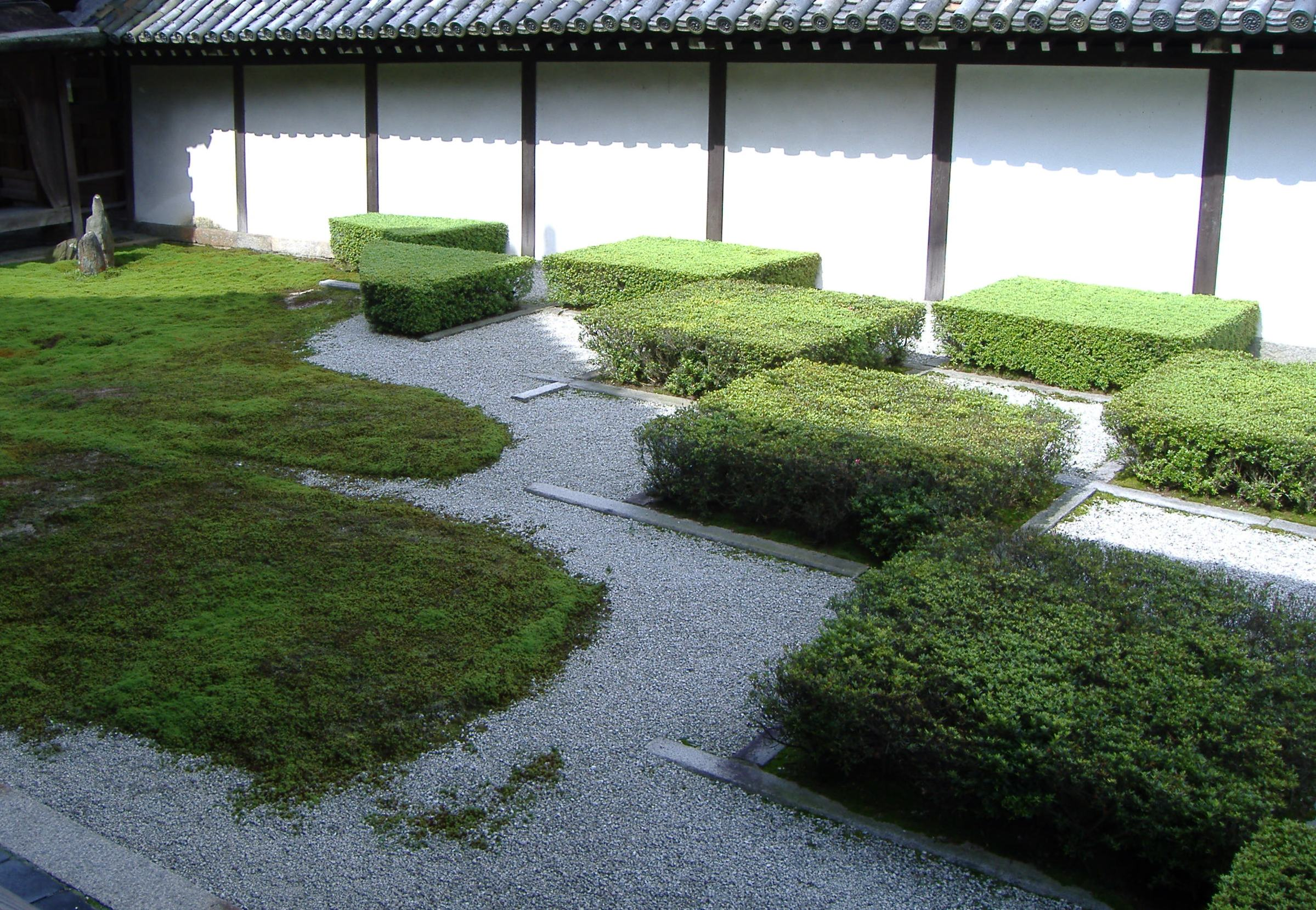
Hōjō
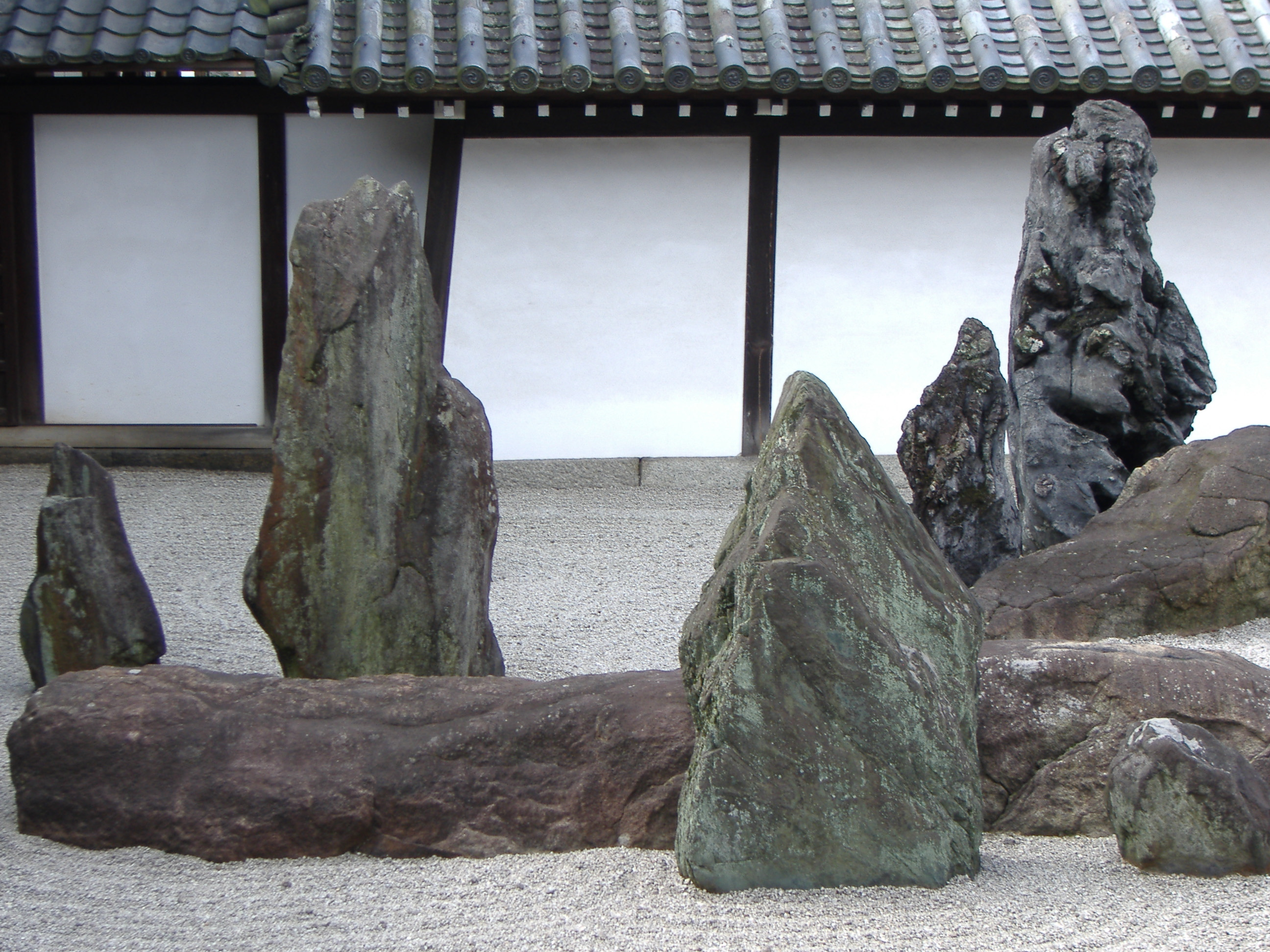
Hōjō
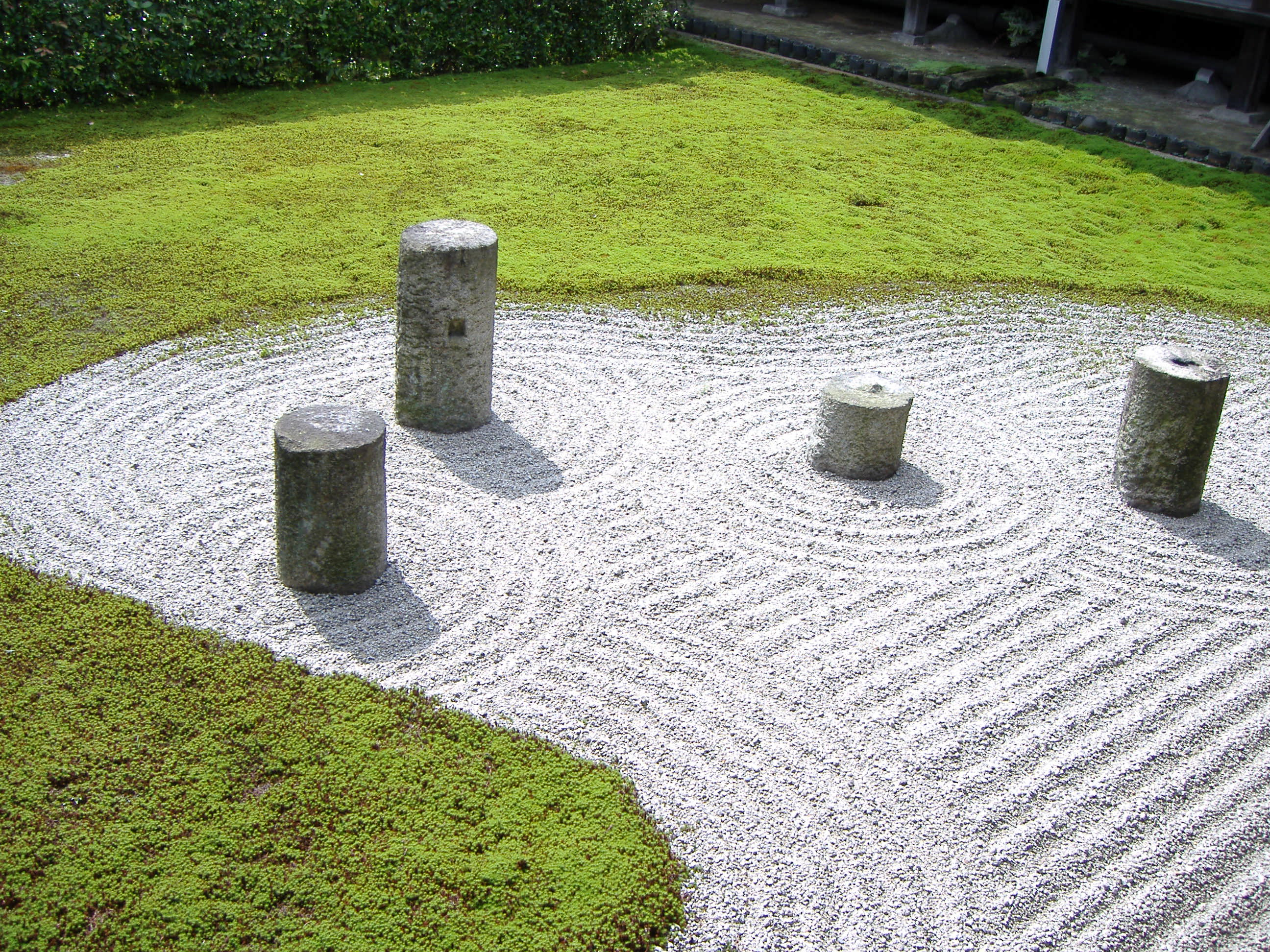
Hōjō
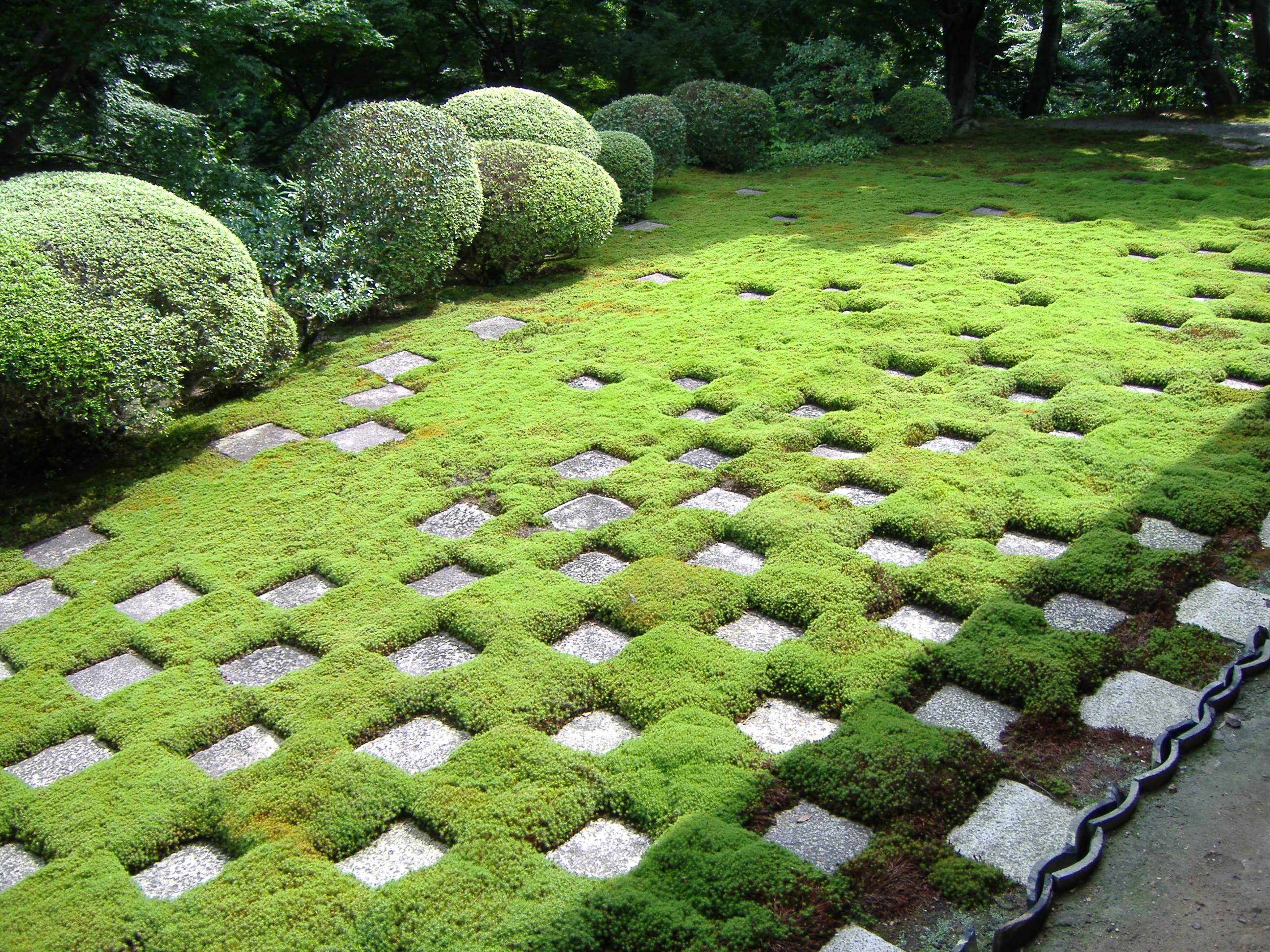
Hōjō – ogród mchów
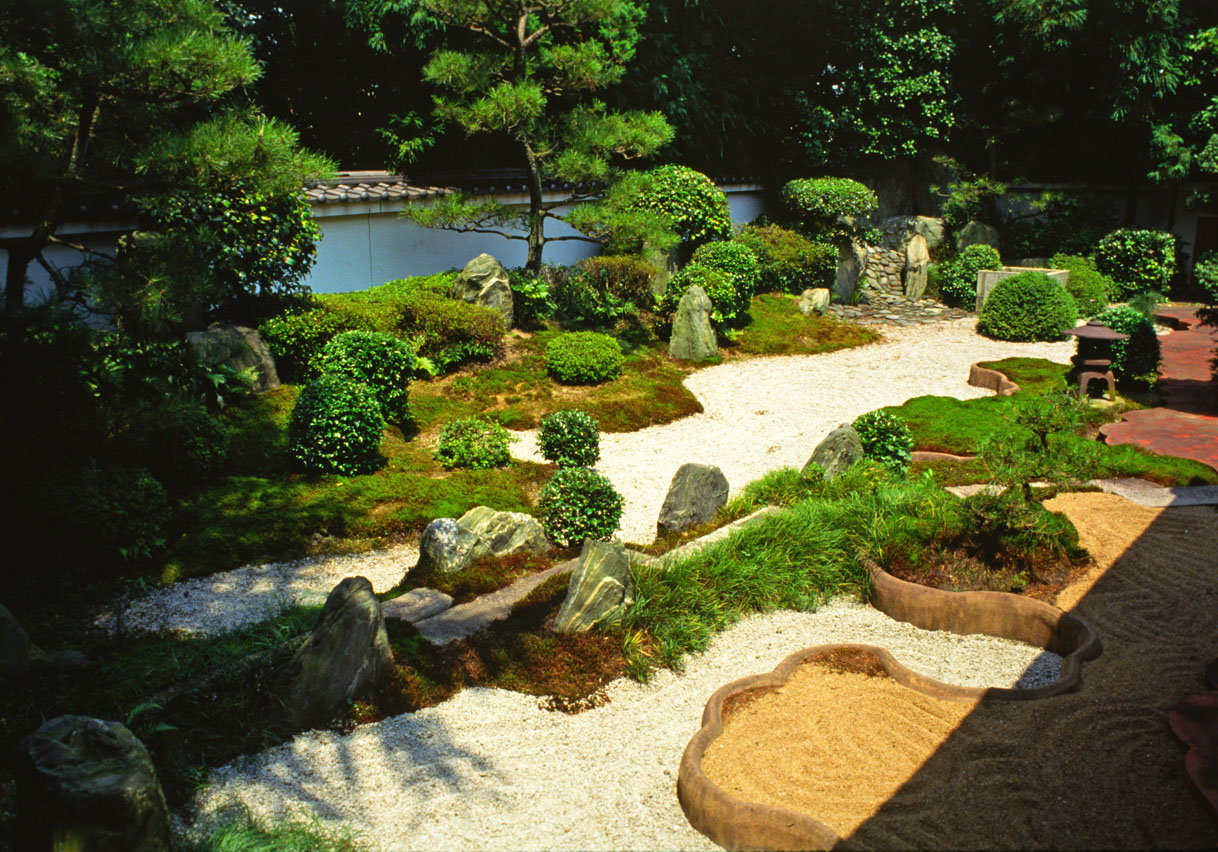
Ogród w Reiun-in
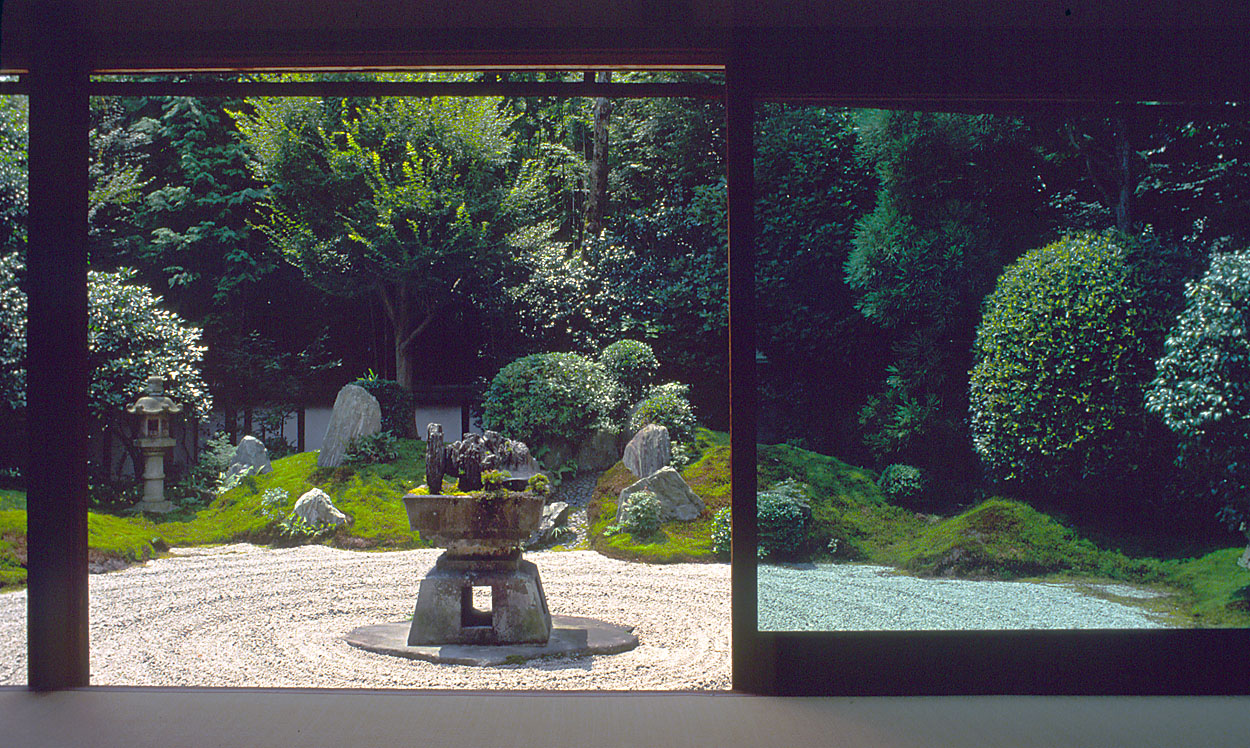
Ogród w Reiun-in
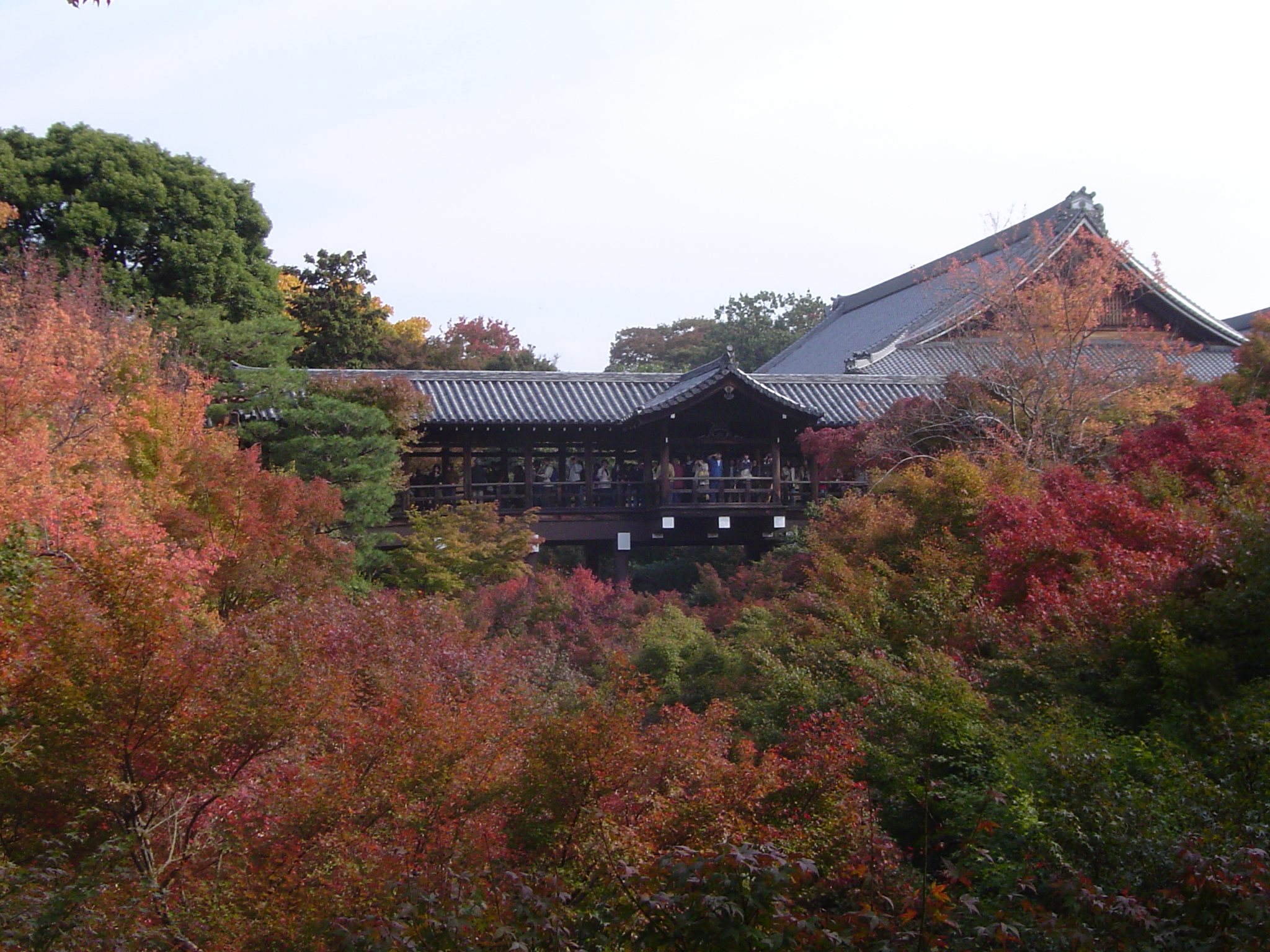
Most w klasztorze (Tsūten-kyō)
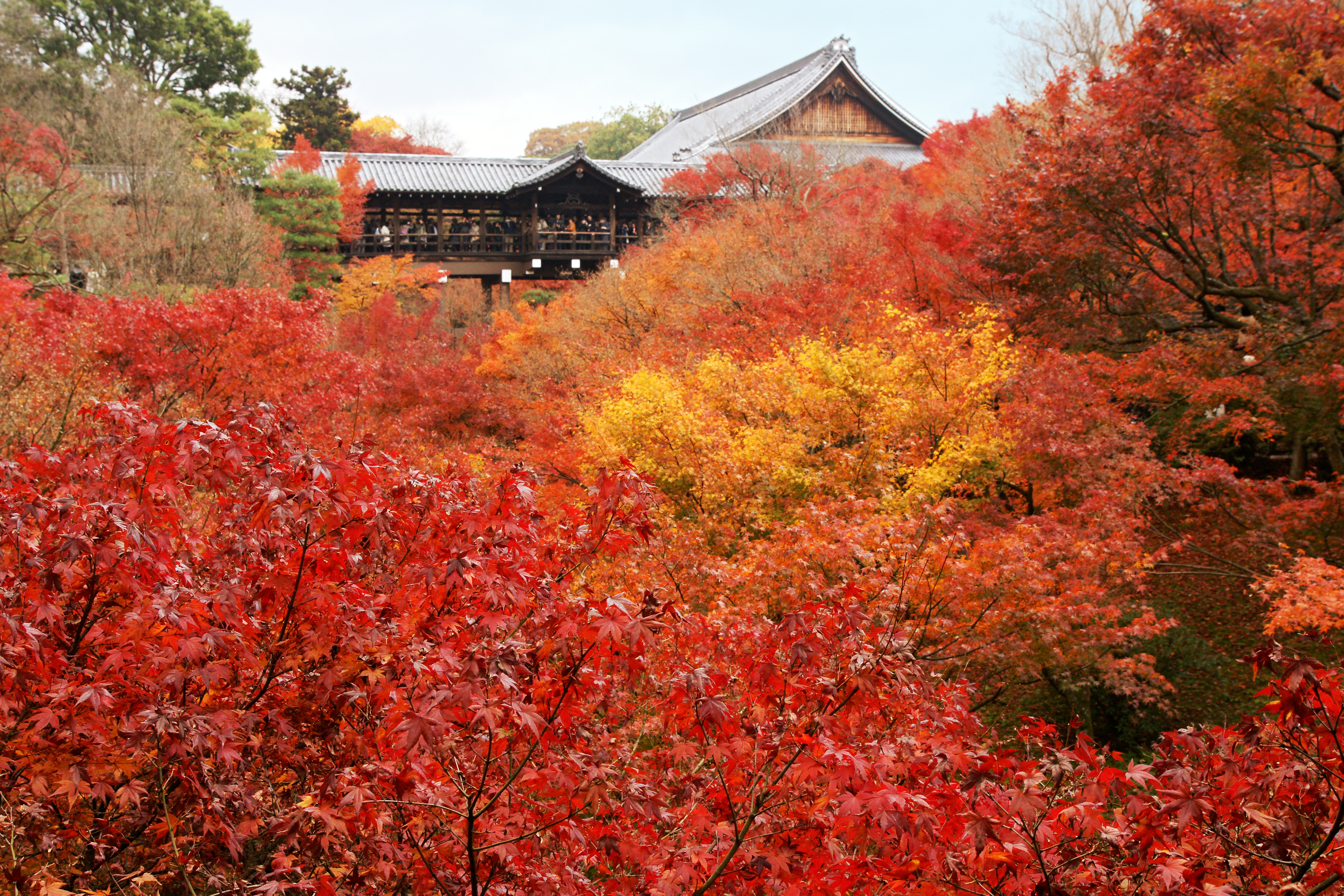
Most Tsūten-kyō i jesienne klony (momiji)